# 穆罕默德·阿布都

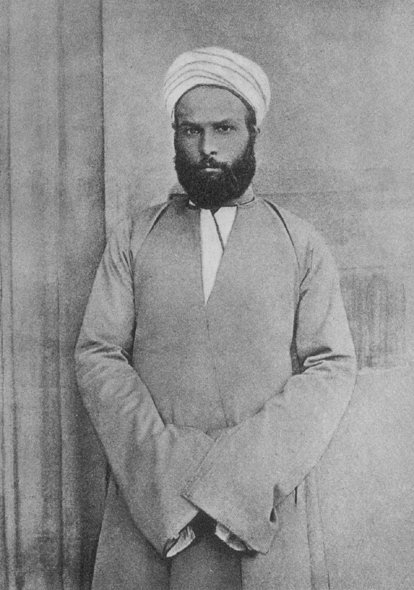
穆罕默德·阿布都

穆罕默德·阿布都（英語：Muḥammad 'Abduh，1849年？月？日—1905年7月11日），生於埃及尼羅河三角洲，伊斯蘭法學家、學者與自由派改革者，他是伊斯蘭現代主義（Islamic Modernism）思潮的開創者之一。他放寬了傳統式嚴格的伊斯蘭儀式、信條與家庭關係。

## 生平
1849年，出生于埃及布赫拉省的舍乃拉村的穆斯林农民家庭。
1862年，先后在坦塔艾哈迈迪耶大学、开罗爱资哈尔大学学习。
1871年，拜哲马鲁丁·阿富汗尼为师。
1877年，毕业于爱资哈尔大学，获学士学位。
1880年，主编《埃及现实报》。
1881年，支持埃及民族党人起义，被英国殖民政府流放叙利亚。
1884年，在巴黎参与创立旅欧穆斯林组织“牢不可破关系协会”。
1885年，应聘在贝鲁特伊斯兰学院任教。
1888年，重返埃及，在爱资哈尔大学任教。
1895年，任爱资哈尔大学校务委员会委员。
1899年，被任命为埃及大穆夫提(伊斯兰教法权威诠释官)。
1900年，创办“阿拉伯图书复兴协会”。
1905年，病逝，安葬开罗。

## 作品
- 《回教哲学》
- 《回教、基督教与学术文化》
- 《古兰经注》(1～7章)
- 《论伊斯兰兼驳其批评者》
- 《辞章之道注释》